# Sara Studebaker-Hall
Sara Studebaker-Hall (* 7. Oktober 1984 in Boise als Sara Studebaker) ist eine ehemalige US-amerikanische Biathletin und vormalige Skilangläuferin.

## Leben
Sara Studebaker-Hall stammt aus Boise, der Hauptstadt des US-Bundesstaats Idaho.
2015 heiratete sie den Biathleten Zach Hall und trägt seitdem den Doppelnamen Studebaker-Hall.
Nach dem Ende ihrer aktiven Karriere als Biathletin arbeitete Studebaker-Hall als Langlauftrainerin an der University of Alaska Anchorage und in Soldier Hollow. Im Januar 2020 wurde sie als Director of Operations in eine leitende Funktion von Biathlon USA berufen. In dieser Position übernimmt Studebaker-Hall u. a. Aufgaben in den Bereichen Öffentlichkeitsarbeit, Anti-Doping und Sponsoring.

## Sportliche Karriere
Sara Studebaker-Hall begann 2002 mit internationalen Skilanglaufrennen im Continentalcup. Die Athletin des Dartmouth SKI Team konnte jedoch bis Anfang 2007 keinen nennenswerte Resultate auf nationaler Ebene und internationaler Ebene in den verschiedenen unterklassigen Rennen erreichen. Erst im Februar und März des Jahres gelangen ihr mehrere einstellige Platzierungen in FIS-Rennen, darunter einen Sieg in einem 15-Kilometer-FIS-Rennen in Stowe. Dennoch wechselte Studebaker-Hall 2007 zum Biathlonsport. In der Variante Sommerbiathlon nahm die US-Amerikanerin schon 2000 in Chanty-Mansijsk an den Junioren-Wettkämpfen der Sommerbiathlon-Weltmeisterschaften 2000 teil und wurde 19. im Sprint sowie 18. des Verfolgungsrennen.
Ihren eigentlichen Biathlon-Einstand gab Studebaker-Hall, die von Gary Colliander trainiert wurde, 2008 im Biathlon-Europacup und vor allem im Biathlon-NorAm-Cup. Die Gesamtwertung der Nor-Am-Cup-Serie konnte sie 2008 gewinnen. Weitere Erfolge stellten sich im Biathlon-NorAm-Cup 2008/09 ein. Bei den Wettkämpfen in Itasca wurde die Biathletin aus Lake Placid zunächst Dritte, dann Zweite eines Sprints und gewann mit einem Verfolgungsrennen schließlich ihr erstes Rennen. In der Gesamtwertung der Wettkampfserie belegte sie den neunten Rang, obwohl sie wegen einiger Rennen, die sie im IBU-Cup in Europa bestritt, nicht an allen Rennen teilnehmen konnte. Als Lohn für die gute Entwicklung wurde Studebaker-Hall für die Rennen in Whistler in den Weltcup nominiert. In ihrem ersten Rennen, einem Einzel, kam sie auf den 70. Platz. Schon im zweiten Rennen, einem Sprint, gewann sie als 38. erste Weltcup-Punkte. Sara Studebaker-Hall nahm an den Olympischen Winterspielen 2010 teil. Ihr bestes Resultat war der 34. Platz im Einzel. Mit der Staffel belegte sie Rang 17. In der nacholympischen Saison 2010/11 erreichte sie in Presque Isle als 14. eines Sprints ihr bis dahin bestes Weltcupergebnis. Zum Ende der Saison 2013/14 gab sie ihren Rücktritt vom Biathlon bekannt.

## Statistiken

### Biathlon-Weltcup-Platzierungen
Die Tabelle zeigt alle Platzierungen (je nach Austragungsjahr einschließlich Olympische Spiele und Weltmeisterschaften).
- 1.–3. Platz: Anzahl der Podiumsplatzierungen
- Top 10: Anzahl der Platzierungen unter den ersten zehn (einschließlich Podium)
- Punkteränge: Anzahl der Platzierungen innerhalb der Punkteränge (einschließlich Podium und Top 10)
- Starts: Anzahl gelaufener Rennen in der jeweiligen Disziplin
- Staffel: inklusive Mixed- und Single-Mixed-Staffeln

| Platzierung         | Einzel | Sprint | Verfolgung | Massenstart | Staffel | Gesamt |
| ------------------- | ------ | ------ | ---------- | ----------- | ------- | ------ |
| 1. Platz            |        |        |            |             |         |        |
| 2. Platz            |        |        |            |             |         |        |
| 3. Platz            |        |        |            |             |         |        |
| Top 10              |        |        |            |             | 6       | 6      |
| Punkteränge         | 5      | 14     | 10         | 2           | 22      | 53     |
| Starts              | 16     | 46     | 23         | 2           | 22      | 109    |
| Stand: Karriereende |        |        |            |             |         |        |

### Olympische Winterspiele
Ergebnisse bei Olympischen Winterspielen:
| Olympische Winterspiele | Olympische Winterspiele | Einzel | Sprint | Verfolgung | Massenstart | Staffel | Mixedstaffel |
| Jahr                    | Ort                     | Einzel | Sprint | Verfolgung | Massenstart | Staffel | Mixedstaffel |
| ----------------------- | ----------------------- | ------ | ------ | ---------- | ----------- | ------- | ------------ |
| 2010                    | Vancouver               | 34.    | 44.    | 45.        | –           | 16.     | –            |
| 2014                    | Sotschi                 | 55.    | 44.    | 51.        | –           | 7.      | –            |

### Weltmeisterschaften
Ergebnisse bei Biathlon-Weltmeisterschaften:
| Weltmeisterschaft | Weltmeisterschaft | Einzel | Sprint | Verfolgung | Massenstart | Staffel | Mixedstaffel |
| Jahr              | Ort               | Einzel | Sprint | Verfolgung | Massenstart | Staffel | Mixedstaffel |
| ----------------- | ----------------- | ------ | ------ | ---------- | ----------- | ------- | ------------ |
| 2011              | Chanty-Mansijsk   | 17.    | 47.    | 37.        | –           | 13.     | 13.          |
| 2012              | Ruhpolding        | 38.    | 49.    | 41.        | –           | 11.     | 12.          |
| 2013              | Nové Město        | 27.    | 65.    | –          | –           | 11.     | –            |